# Таос
Окръг Таос (на английски: Taos County) е окръг в щата Ню Мексико, Съединени американски щати. Площта му е 5711 km², а населението – 32 795 души (2017). Административен център е град Таос.